# آرنیکه
آرَنیَکه‌ها (سانسکریت: आरण्यक) از متون دین هندو و در سانسکریت به معنای «متون جنگلی» است.
گفته می‌شود که آرنیکه‌ها برآیند اندیشه‌های آن دسته از برهمنان و کْشَتْریه‌هایی بوده که ترک دنیا کرده و برای عزلت و آرامش به درون جنگل (آرنیه) کوچ می‌کرده‌اند، رسمی که هنوز هم در آموزه‌های هندویی به عنوان یکی از مراحل زندگی یک هندو توصیه می‌شود.
در سنّت هندویی، هر هندو چهار مرحله را در زندگی باید طی کند: ۱. طلبگی و آموختن. ۲. خانه‌مندی و رسیدگی به اهل و عیال. ۳. عزلت‌گزینی در جنگل و خلوت‌ها برای تمرکز و تفکر ۴. ترک تعلق کلی از دنیا و از کسب معاش. گفته می‌شود که هر یک از متون ودایی به یکی از این دوره‌ها تخصیص داشته است، و در این چینش، آرنیکه‌ها مخصوص دوره عزلت در خلوتِ جنگل بوده است. این نوشته‌ها، که سومین جزء از متون شروتی به‌شمار می‌آیند، ماهیتی رمزگونه دارند و تقسیم‌های عارفانه‌ای از مناسک و مطالب وداها به‌دست می‌دهند. همین نگرش‌های رمزی و عرفانی هسته اولیه اوپانیشادها را تشکیل داده است.
آرنیکه‌ها در حقیقت پیوست‌هایی بر براهمنه‌ها هستند، چنان‌که براهمنه‌ها هر یک ضمیمه یکی از وداها بودند. به این ترتیب هر یک یا چند آرَنیَکه باید با یکی از وِده‌ها پیوند داشته باشد. اما در واقع آرنیکه‌های موجود فقط به رْگ‌وِده و یَجورْوِده تعلق دارند و برای سامه‌وِده و اتْهَرْوه‌وِده آرَنیَکه‌ای در دست نیست. با توجه به قرائن تاریخی و متن‌شناختی همه آرنیکه‌ها بایستی از براهمنه‌ها متأخرتر و بر تألیف سوتراها مقدم باشد.